# Орден Святой Анны
Императорский орден Святой Анны — орден, учреждённый в 1735 году как династическая награда герцогства Гольштейн-Готторпского и 5 апреля 1797 года введённый указом императора Павла I в наградную систему Российской империи для отличия духовных лиц, военных, гражданских и придворных чинов, а также иностранцев. Указ содержал положение о том, что орден Святой Анны «учинился присвоенным Империи Всероссийской» когда Петру Фёдоровичу (отцу Павла Петровича) «были обнадёжены права Его на Всероссийский Императорский Престол», то есть с 7 ноября 1742 года.
Статут ордена утверждён в 1829 году. Имел 4 степени; низшая, 4-я степень предназначалась для награждения только за боевые заслуги (самый младший офицерский орден). По старшинству орден стоял на ступень ниже ордена Святого Владимира и был самым младшим в иерархии орденов Российской империи до 1831 года. С 1831 года в иерархию императорских и царских орденов был введён орден Святого Станислава, ставший на ступень ниже ордена Святой Анны по старшинству. Со времени учреждения ордена Святой Анны им награждены сотни тысяч человек.

## История ордена
В 1725 году Пётр I выдал свою старшую дочь Анну за Гольштейн-Готторпского герцога Карла Фридриха. В 1728 году Анна Петровна умерла в немецком герцогстве вскоре после родов. 14 февраля 1735 года герцог в память о любимой жене учредил орден Святой Анны. Орден имел одну степень, число кавалеров ограничивалось пятнадцатью. Право на награждение давал чин от полковника и выше.
После смерти в 1739 году Карла Фридриха престол герцогства Голштинского перешёл к его сыну от Анны Петровны, Карлу Петеру Ульриху. В ноябре 1742 года бездетная российская императрица Елизавета после перехода Карла Петера Ульриха в православие под именем Петра Фёдоровича провозгласила его как племянника своим наследником. Привезённый им в Россию орден Святой Анны был пожалован ряду лиц, первым был награждён сын фельдмаршала Шереметева. После смерти Елизаветы Пётр III стал российским императором (5 января 1762 года по новому стилю). Правил он всего полгода и был свергнут в результате заговора, организованного его женой, так что ордену не суждено было стать государственной наградой Российской империи при сыне Анны Петровны.

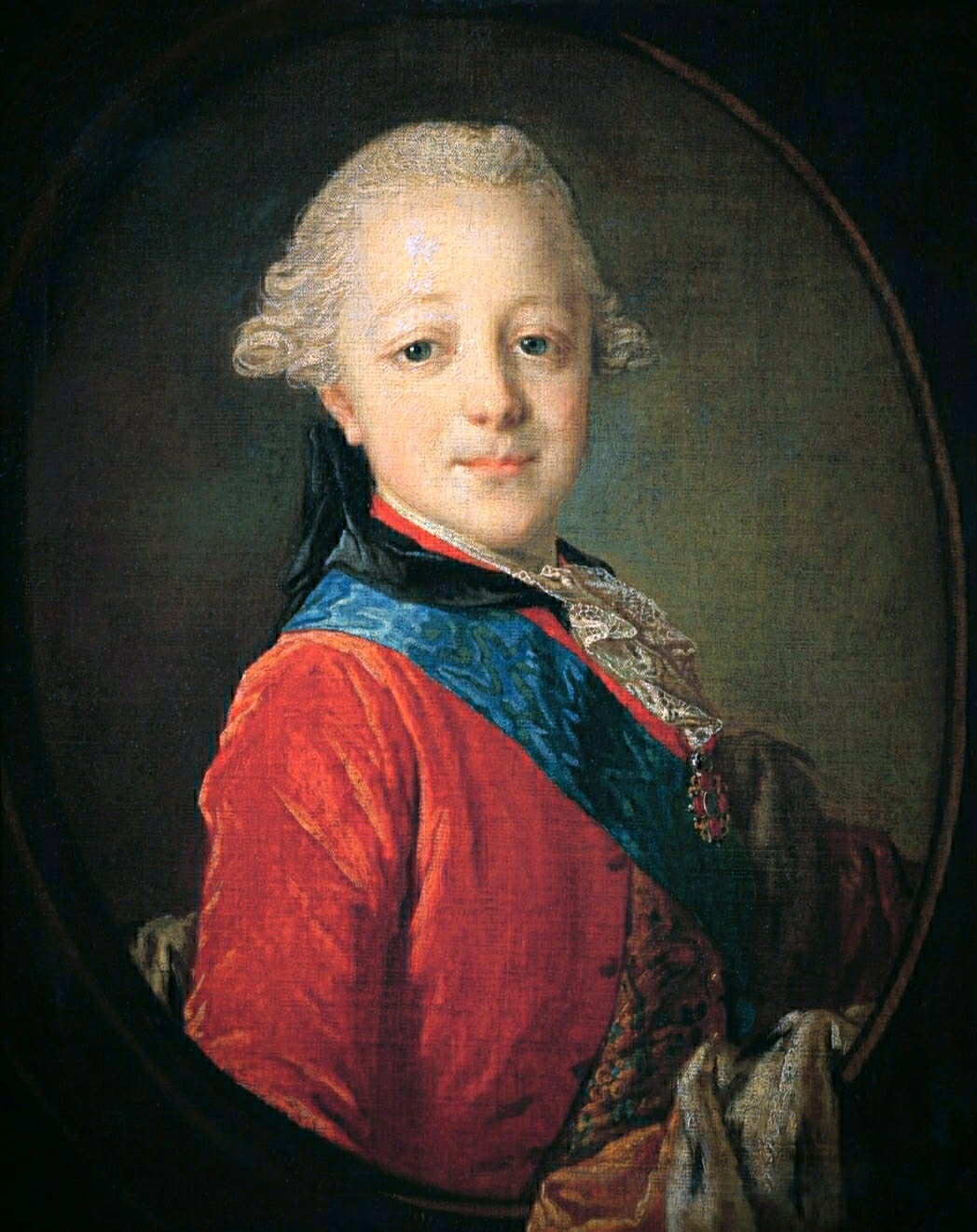
Семилетний Павел I с любимым орденом Святой Анны (на шейной ленте), 1761 год.

Голштинский орден перешёл по наследству к сыну Петра III, Павлу, родившемуся в 1754 году. Его мать, императрица Екатерина II, относилась к ордену как любимой игрушке сына, дозволяла ему жаловать российских сановников от его имени, но по её собственному выбору. В одной из записок к графу Н. И. Панину, воспитателю Павла, она пишет: «Скажи, пожалуй, сыну моему, чтоб он, для моего сегодняшнего дня, 22 сентября, надел свою кавалерию на смоленского губернатора для ран его, на моего гофмаршала для чести дара моего, на сибирского губернатора, дабы в шести тысячах отселе верст люди видели, что их труды не тщетны, на господина Теплова, дабы он скорее выздоровел». Чтобы скрыть от матери награждения, совершённые по своему выбору, Павел велел изготовить маленькие копии ордена, которые возможно было навинтить на эфес шпаги с внутренней стороны и легко прикрыть от нежелательных глаз.

В 1770 году будущий генералиссимус А. В. Суворов заслужил свою первую награду — голштинский орден Святой Анны «по соизволению её величества, от его императорского высочества государя Цесаревича». А его отец, генерал-поручик В. И. Суворов, заслужил этот орден ещё при Елизавете Петровне. Будущий фельдмаршал Кутузов также удостоился ордена Святой Анны в 1789 году, когда тот ещё не имел статуса государственной российской награды.
В день коронации Павла I 5 апреля 1797 года орден Святой Анны был причислен к государственным орденам Российской империи и разделён на три степени. Орден 3-й степени носился на наружной стороне шпажной чашки (в память о временах, когда орден, вручённый цесаревичем Павлом, приходилось скрывать от посторонних) и предназначался для награждения исключительно младших офицеров за боевые заслуги. Ордена 1-й и 2-й степеней украшались бриллиантами или алмазами. Изготовлен он был из золота, камни в серебряной оправе.
В Отечественную войну 1812 года награждено 225 человек орденом Святой Анны 1-й степени (в том числе 54 — с бриллиантами). Из них, за исключением одного полковника, все генерал-лейтенанты и генерал-майоры, а также 3 гражданских лица соответствующих классов по табели о рангах.
28 декабря 1815 года орден был разделён на 4 степени: 3-я степень, носимая на эфесе оружия, стала 4-й, а новая 3-я степень стала носиться на груди на ленте. Так как орденский знак 4-й степени на оружии был малого размера и красного цвета, то получил неофициальное прозвище «клюква».

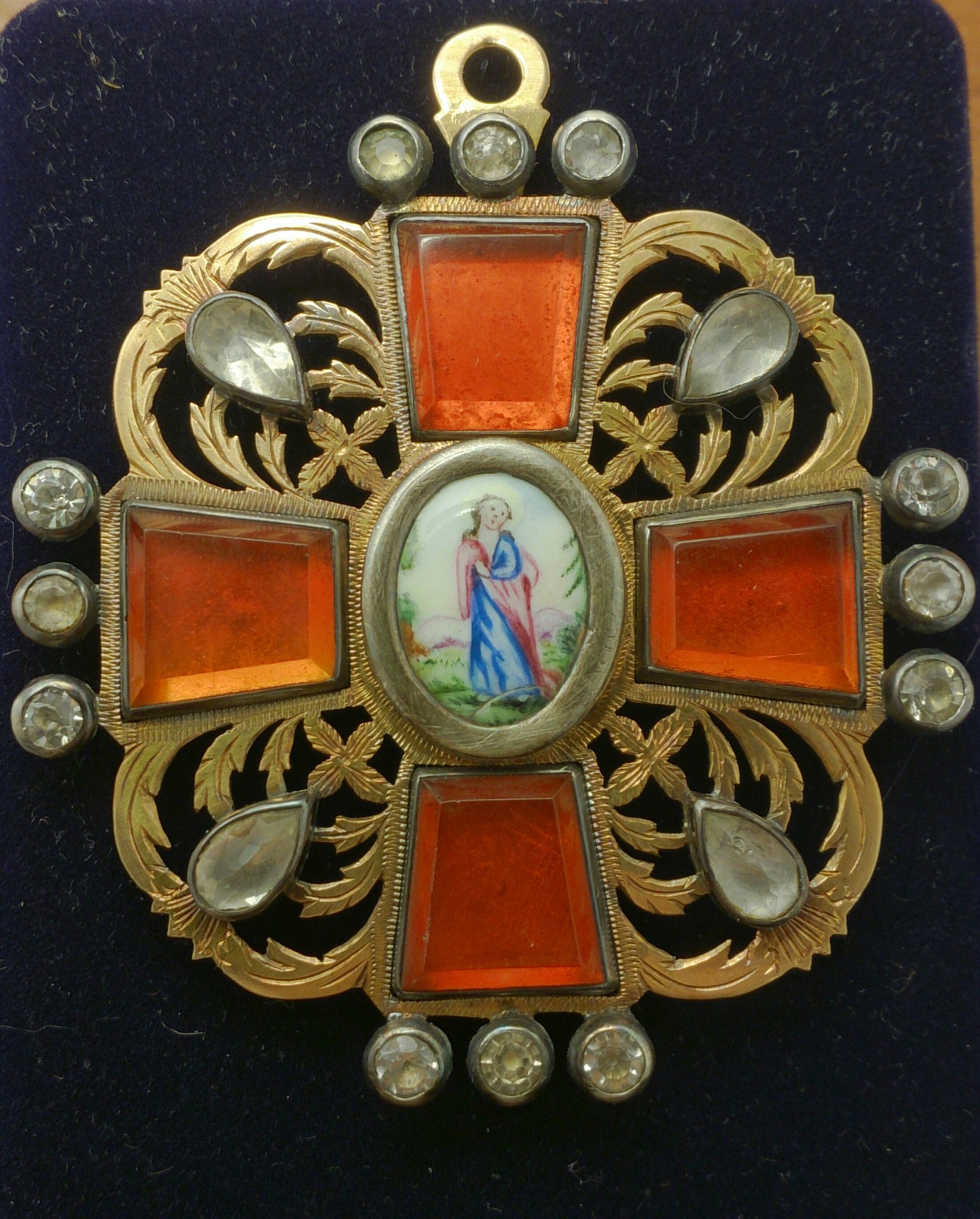
Орден Святой Анны

С 1828 года к ордену 3-й степени, выданному за боевые заслуги, прилагался бант, чтобы отличать от кавалеров, получивших 3-ю степень за гражданские заслуги.

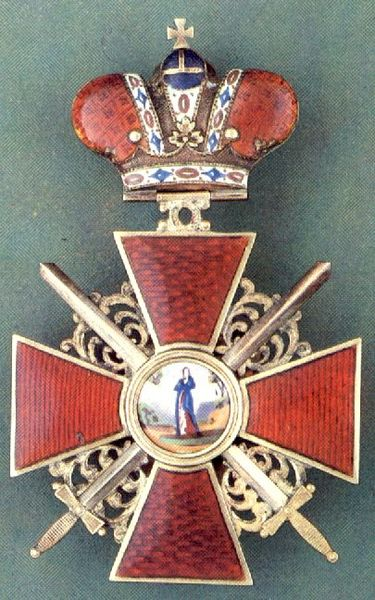
Знак ордена Святой Анны 2-й степени с императорской короной и мечами

В 1829 году вышел статут ордена, закрепивший все ранее сделанные изменения. Офицерам, награждаемым 4-й степенью за боевые отличия, вводилась дополнительно надпись «За храбрость» на эфес холодного оружия, а сам орден официально стал именовался Орден Святой Анны 4-й степени с надписью «За храбрость» (награждённым до 1829 года надпись разрешено добавить только в 1855 году). Лицам, награждённым 4-й степенью за небоевые отличия, надпись не полагалась, при этом новые такие награждения были прекращены. Было отменено украшение алмазами знаков ордена 1-й и 2-й степеней для российских подданных, но сохранилось для награждения иностранцев. Взамен ввели подразделения на знак ордена с императорской короной и без неё.
В 1845 году был утверждён новый статут ордена с изменёнными положениями о порядке пожалования ордена, правах и преимуществах кавалеров. Так, если до 1845 года любая степень ордена давала право на потомственное дворянство, то по новому статуту потомственное дворянство давала только 1-я степень, а прочие — права личного дворянства. Исключением являлись лица купеческого сословия и инородцы-мусульмане, которые при награждении любой из степеней ордена, кроме 1-й, дворянами не становились, а получали статус почётных граждан.
С 1847 года орденом 3-й степени стали награждать чиновников «за беспорочную 12-летнюю службу в одной должности не ниже 8-го класса». Военным за выслугу лет орден давался за 8 лет хорошей службы в чине не ниже штабс-капитана.
19 марта 1855 года офицерам, удостоенным ордена Святой Анны 4-й степени с надписью «За храбрость», дополнительно был введён на эфес оружия темляк из орденской ленты — «для более видимого отличия».
С августа 1855 года бант к ордену 3-й степени за боевые заслуги отменили, а взамен ввели для всех степеней (кроме 4-й) за боевые отличия два накрест лежащих меча. Если кавалер удостаивался ордена более высокой степени за гражданскую службу, то мечи переносились на новые знаки и крепились на верхнем конце креста и звезды. В декабре 1857 года бант восстановили, чтобы отличать офицеров от чиновников, получивших орден с мечами за боевые заслуги. Тогда же во время Крымской войны разрешено было давать врачам за заслуги, «под неприятельскими выстрелами оказанные», 4-ю степень, но без надписи «За храбрость» на эфесе шпаги; в 1859 году им был присвоен темляк из орденской ленты, аналогично офицерам.
В феврале 1874 года прекращено награждение знаками ордена с императорской короной, введённой в 1829 году.
Орденский праздник — день святой Анны Пророчицы (3 февраля старого стиля), орденская церковь — церковь Симеона и Анны в Санкт-Петербурге. В ней с 1829 года заседала Кавалерская дума ордена Святой Анны.
После Октябрьской революции награждение орденом Святой Анны было прекращено и орден прекратил своё существование как российская награда. Орден, однако, продолжил существование как династическая награда дома Романовых в эмиграции. Устав ордена с того времени изменений не претерпел, за исключением оснований для награждения. О награждениях орденом после 1917 года см. статью Пожалования титулов и орденов Российской империи после 1917 года.

## Степени ордена и правила ношения
I степень — крест на ленте шириной 10 см через левое плечо, звезда на правой стороне груди; 350 или 200 руб. ежегодной пенсии;
II степень — крест меньшей величины на шее на ленте шириной 4,5 см («Анна на шее»); 150 или 120 руб. ежегодной пенсии;
III степень — крест ещё меньшей величины на груди на ленте шириной 2,2 см; 100 или 90 руб. ежегодной пенсии;
IV степень — крест на эфесе холодного оружия и темляк из Орденской ленты («Клюква»); 50 или 40 руб. ежегодной пенсии.
Когда орден пожалован за военные подвиги, к знакам 1-й, 2-й и 3-й степени присоединяются по два меча, накрест лежащих посредине креста и звезды, к знаку 4-й степени присовокупляется на эфесе надпись «За храбрость».

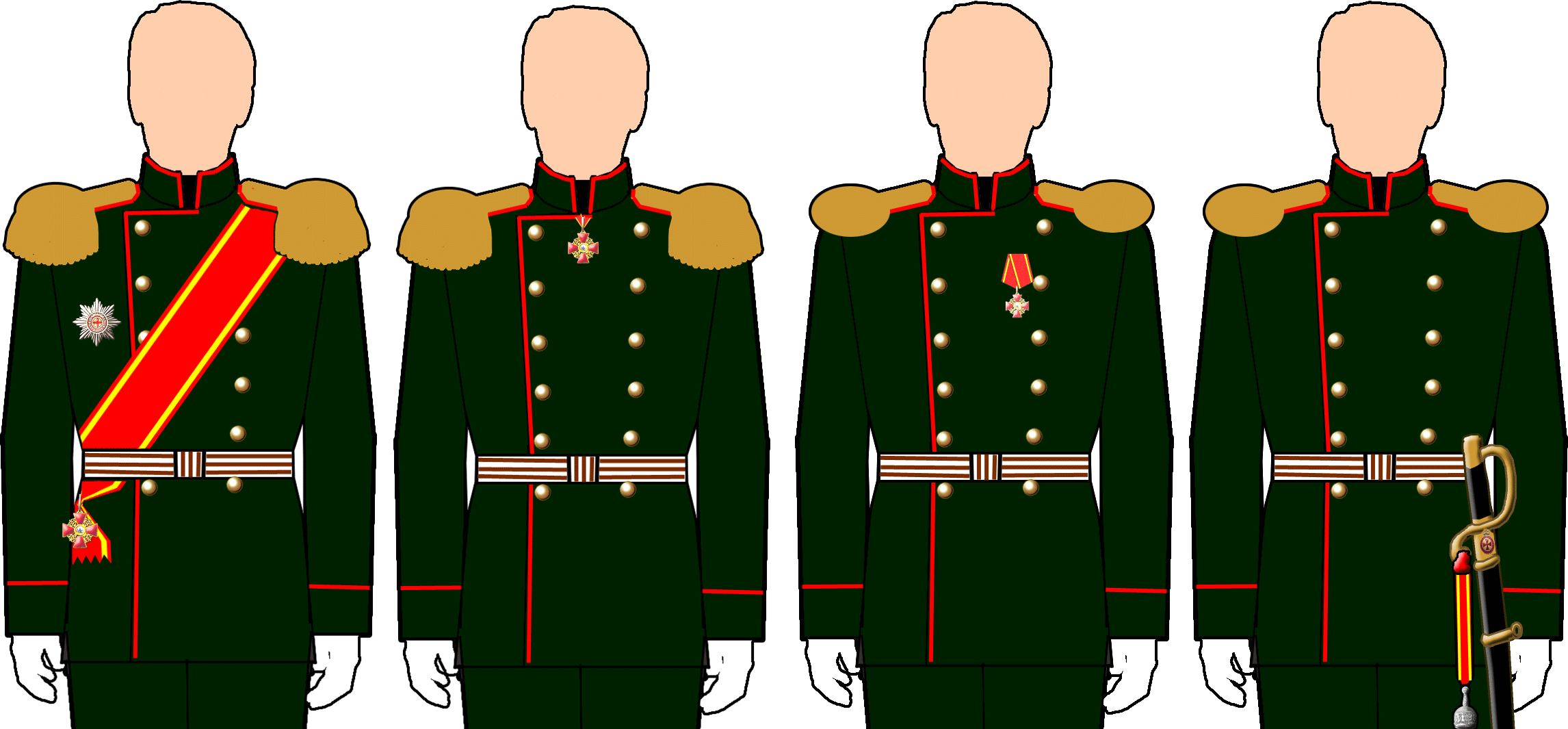
Правила ношения степеней ордена Святой Анны (слева направо с 1-й по 4-ю)

В отличие от всех других российских орденов, звезда ордена Святой Анны носилась не на левой, а на правой стороне груди.
При пожаловании ордена высшей степени знаки низших степеней не носятся (за исключением знаков с мечами и знаков ордена 4-й степени на холодном оружии).
При награждении кавалера ордена Св. Анны 1-й степени орденом Белого орла (до 1831 года — орденом Святого Александра Невского), звезда и лента ордена Св. Анны не надевались, а знак ордена носился на шейной ленте. При последующем пожаловании ордена Святого Александра Невского знак ордена Св. Анны 1-й степени следовало носить в нагрудной колодке (размер знака — как у 3-й степени), левее знаков орденов Св. Георгия и Св. Владимира, если таковые имелись. До 1909 года при пожаловании ордена Святого апостола Андрея Первозванного знак ордена Св. Анны 1-й степени снимался из колодки и не носился, а с 1909 года — оставался в колодке, но уже левее переходящего в этой ситуации в колодку знака ордена Белого орла.

## Статутордена
Извлечения из Учреждения орденов и других знаков отличия, изд. 1892 года:

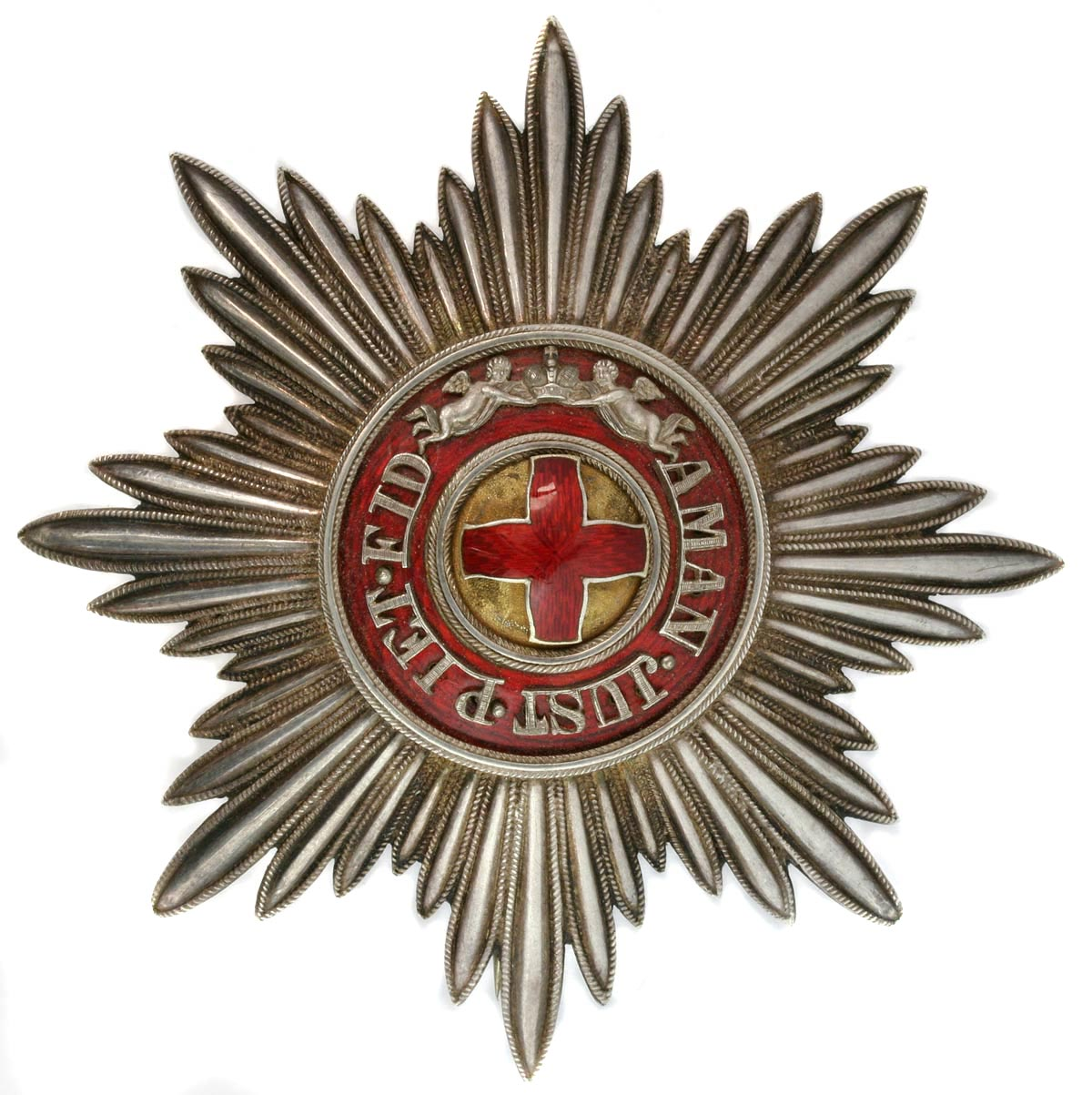
Звезда к ордену Св. Анны

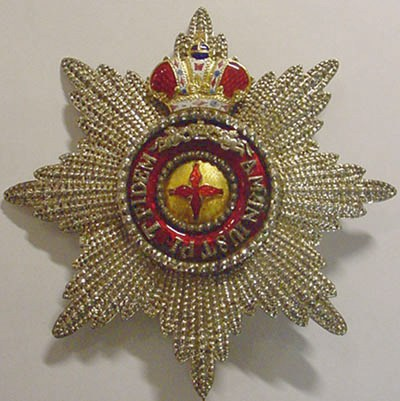
Звезда с короной к ордену Св. Анны

- Императорский орден Св. Анны установлен в награду подвигов, совершаемых на поприще государственной службы.
- Орден Св. Анны разделяется на четыре степени. Знаки его суть:
  - ПЕРВАЯ СТЕПЕНЬ. Крест золотой, большой, покрытый красною финифтью; по краям креста золотые каймы, в углах соединения оного золотые сквозные украшения; в средине лицевой стороны, на белом финифтяном поле, обведённом также золотою каймою, изображение Св. Анны, а на обороте, на таком же поле, латинский синего цвета вензель начальных букв орденского девиза, под короною. Носится на красной с жёлтою каймой ленте шириною в два с четвертью вершка, через левое плечо, с кованою серебряною на правой стороне груди звездою, в средине коей красный крест; вокруг креста, на красной финифти, латинский девиз: Amantibus Justitiam, Pietatem, Fidem, то есть Любящим Правду, Благочестие, Верность. Девиз сей заимствован от первоначальных букв имени и рода Великой Княгини Анны Петровны: A. I. P. F. (Anna, Imperatoris Petri Filia, Анна Императора Петра Дщерь).
  - ВТОРАЯ СТЕПЕНЬ. Крест подобный установленному для первой степени, но меньшей величины, носится на шее, на ленте в один вершок шириною.
  - ТРЕТЬЯ СТЕПЕНЬ. Крест ещё меньшей величины; носится в петлице, на ленте шириною в полвершка.
  - ЧЕТВЕРТАЯ СТЕПЕНЬ. Красный финифтяный крест, в золотом поле, заключённом в красном же финифтяном кругу; над крестом золотая корона. Знак сей прикрепляется к военной шпаге, сабле, полусабле, палашу, кортику (к последнему на верхушке рукоятки). При награждении оным за военные подвиги присовокупляется на эфесе (у кортика на поперечнике рукоятки дуги) надпись: за храбрость. Такая надпись жалуется и тем, кои, имея уже сию четвертую степень ордена за другие, не военные отличия, окажут вновь подвиг военный. Пожалованные сим знаком с надписью: за храбрость, носят темляки, из ленты ордена Святой Анны с серебряными кистями, по утверждённым образцам.
    - Офицерам, удостоенным ордена Св. Анны четвёртой степени, поставляются одни только орденские знаки, с тем, чтоб получающие сами приделывали их к шпагам или саблям.
    - Надпись за храбрость на золотых палашах и флотских саблях делается, по примеру кавалерийских сабель, на двух ободках эфеса.
    - Классным чиновникам, удостоившимся получить орден Св. Анны четвёртой степени за отличия, под неприятельскими выстрелами оказанные, присвоивается темляк из ленты сего ордена без надписи на шпаге: за храбрость.
    - Орден Св. Анны четвёртой степени не снимается и при высших степенях оного.

- К знакам ордена Св. Анны, когда он жалуется за военные, против неприятеля, подвиги, присоединяются по два, накрест лежащих, меча: посредине креста и звезды.
- На звезде и на крестах всех степеней, жалуемых нехристианам, изображения Святой Анны и креста заменяются изображением Императорского Российского орла.

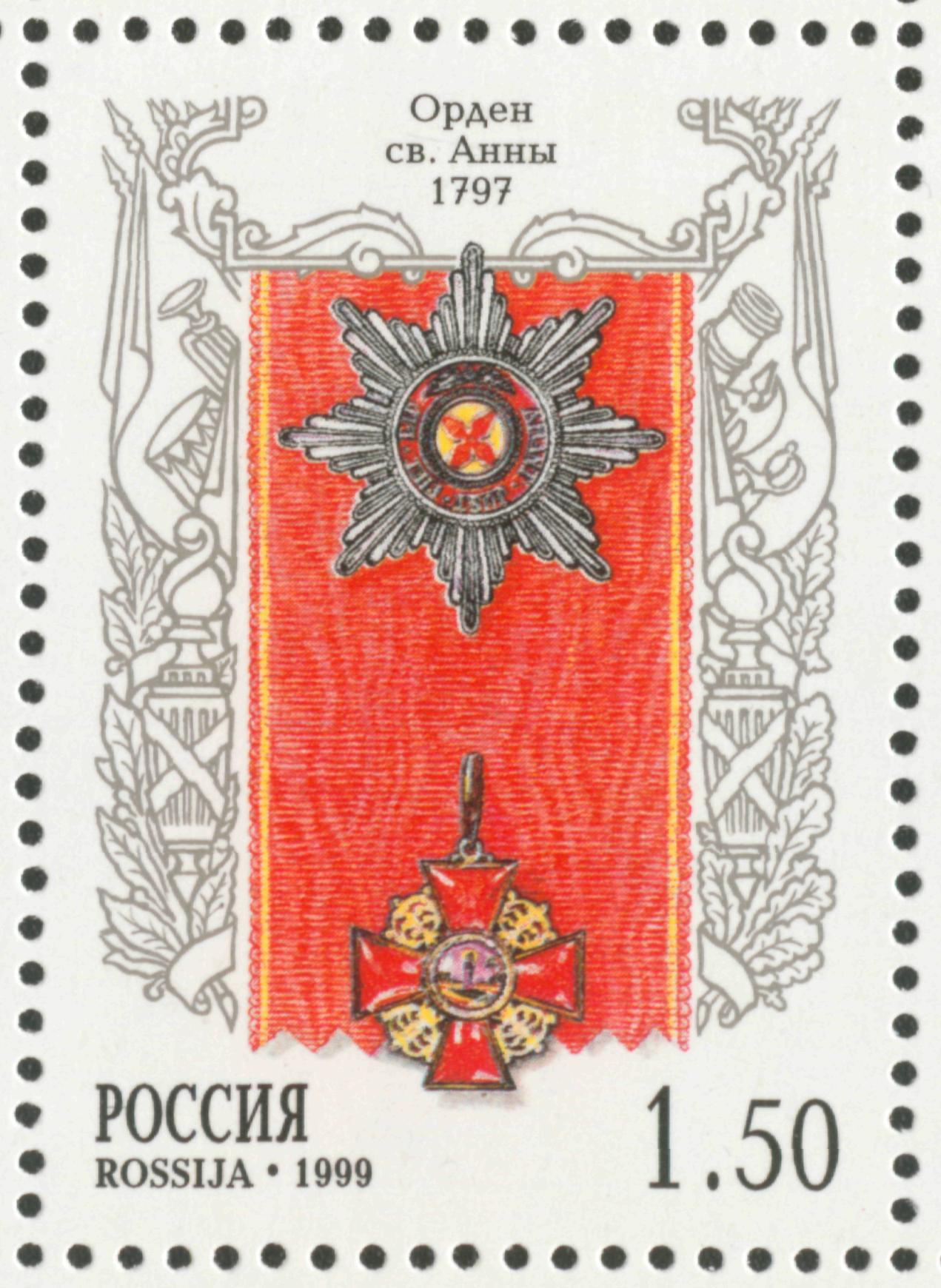
Почтовая марка России, 1999 год

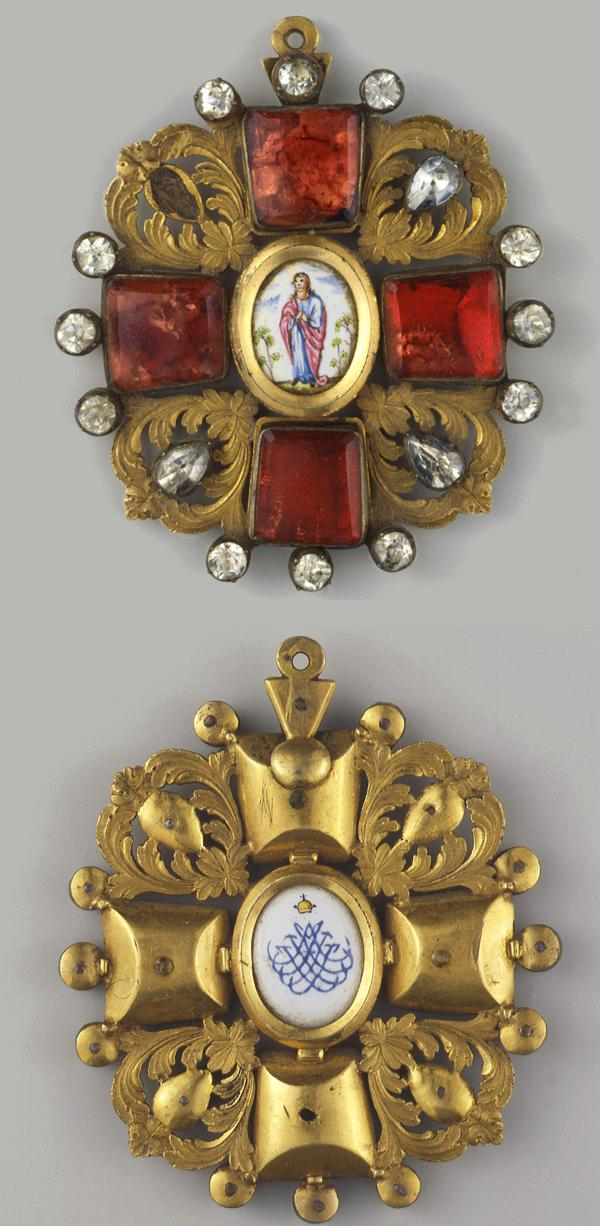
Знак к ордену Св. Анны с алмазами, ранний образец до 1815 года.
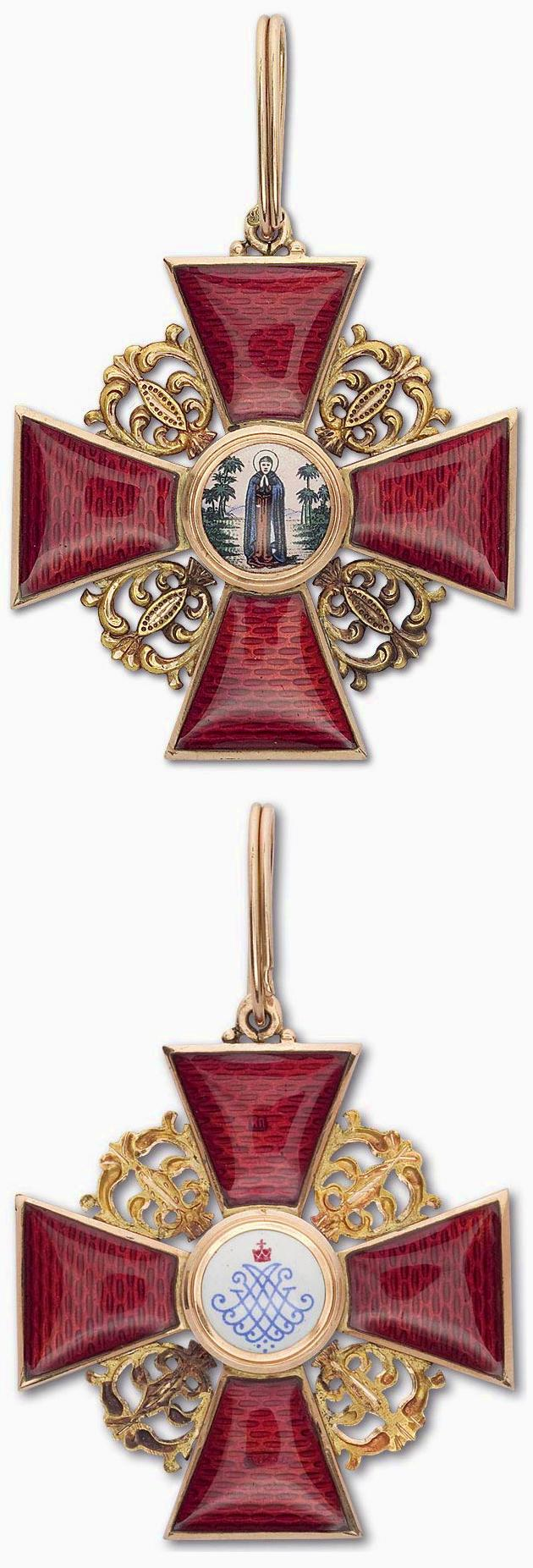
Знак к ордену Св. Анны 1-й степени, после 1815 года.
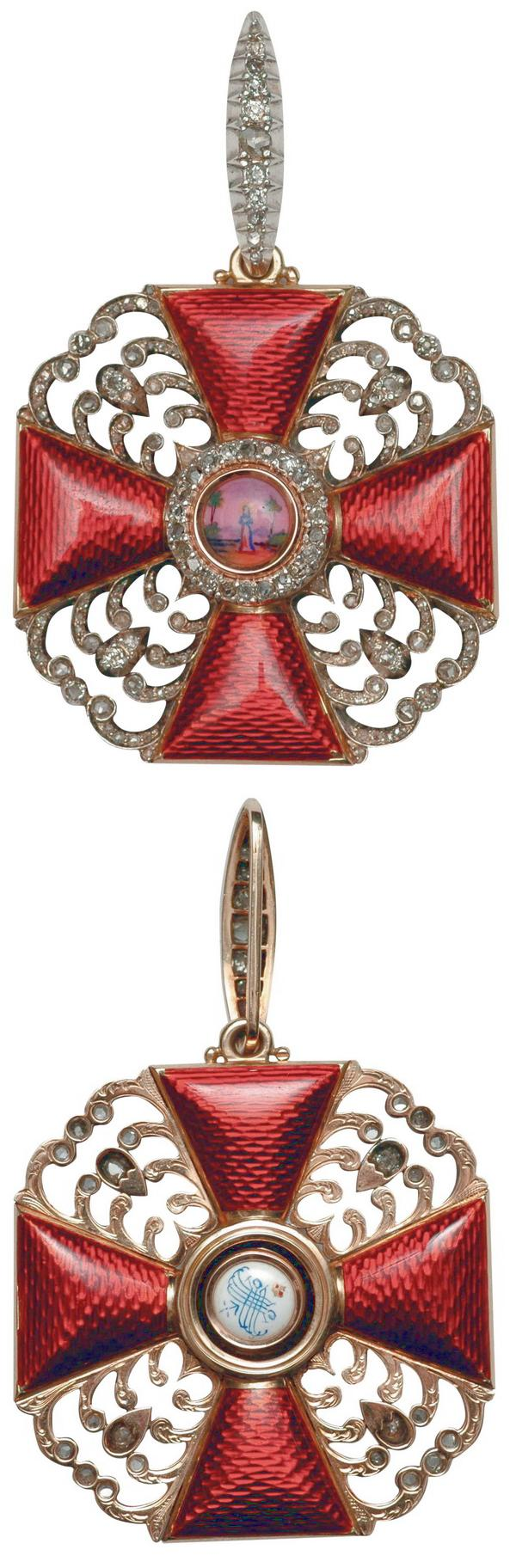
Знак к ордену Св. Анны 2-й степени с алмазами (гранёным стеклом) для награждения иностранцев, 1897 год.
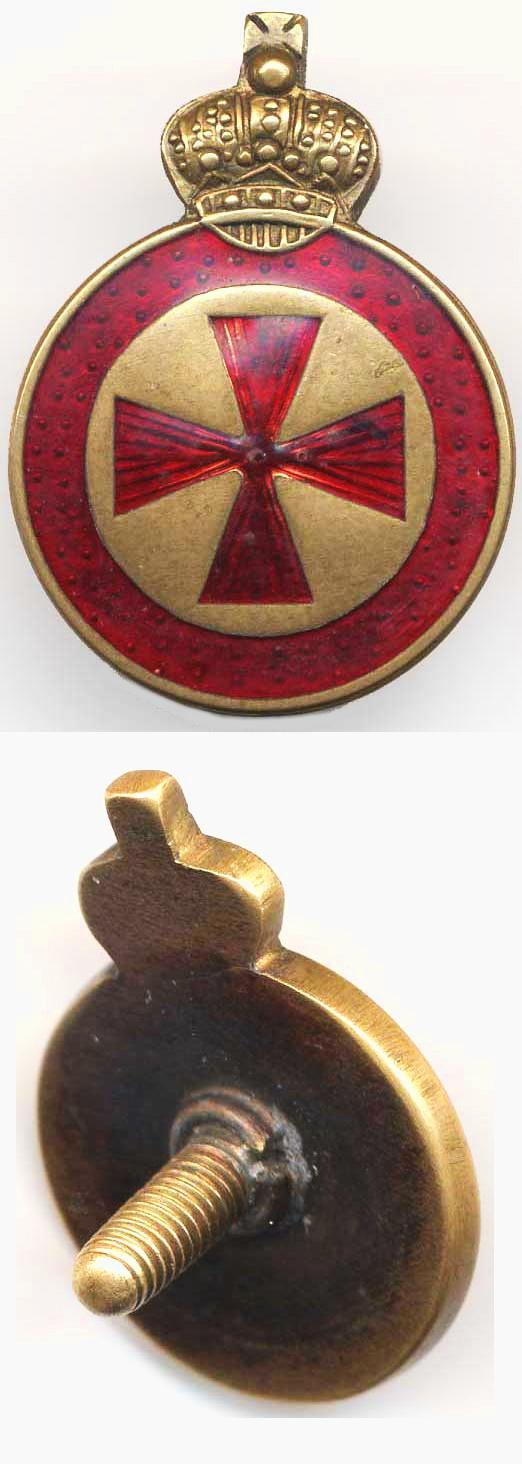
Знак к ордену Св. Анны 4-й степени для ношения на холодном оружии.

- Размеры знаков примерно составляли: 1-й ст. — 52×52 мм; 2-й ст. — 44×44 мм; 3-й ст. — 35×35 мм

## Знак отличия ордена Св. Анны

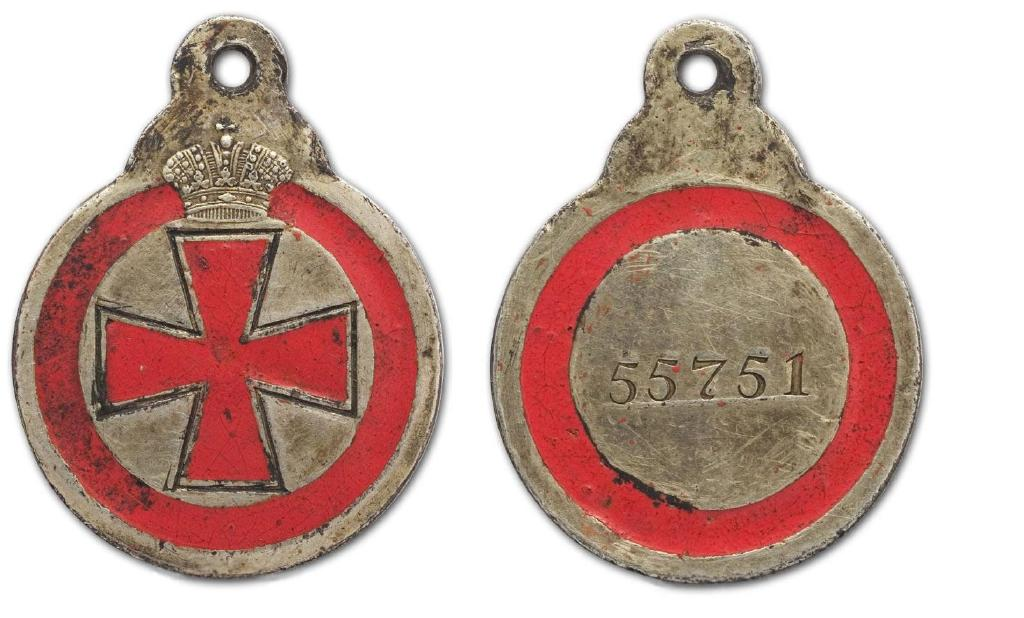
Аннинская медаль с обеих сторон, 1810-е гг.

Знак отличия ордена Святой Анны (неофициальное название — Аннинская медаль) — награда для нижних воинских чинов Российской империи за выслугу лет и за особые, не боевые, подвиги и заслуги. Представляла собой серебряную позолоченную медаль с изображением орденского знака (красной сургучной краской).
Учреждена 12 ноября 1796 года императором Павлом I для унтер-офицеров и рядовых, выслуживших беспорочно 20 лет. До учреждения в 1807 году Знака отличия Военного ордена Знаком отличия ордена Святой Анны (Аннинской медалью) награждали нижних чинов и за боевые заслуги. 

Награждённые медалью освобождались от телесного наказания.
С 11 июля 1864 года, в связи с сокращением срока службы с 25 до 7 лет, по новому положению медалью стали награждать как в мирное, так и в военное время «за особые подвиги и заслуги, не боевые», а также за 10 лет сверхсрочной службы. К особой заслуге, достойной награждению, относилось, например: поимка важного государственного преступника; спасение погибавших (если представляемый к награде прежде был награждён золотой медалью «За спасение погибавших»). Награждённым за особые заслуги полагалось носить медаль на аннинской ленте с бантом, награждённым за выслугу лет — без банта.
Награждение Аннинской медалью производилось одновременно с назначением единовременной денежной суммы, от 10 до 100 рублей в зависимости от заслуги. Этим же знаком, но без банта из орденской ленты и без денежной выдачи, награждались унтер-офицеры за 10 лет сверхсрочной беспорочной службы в строевых частях.

## Аннинское оружие

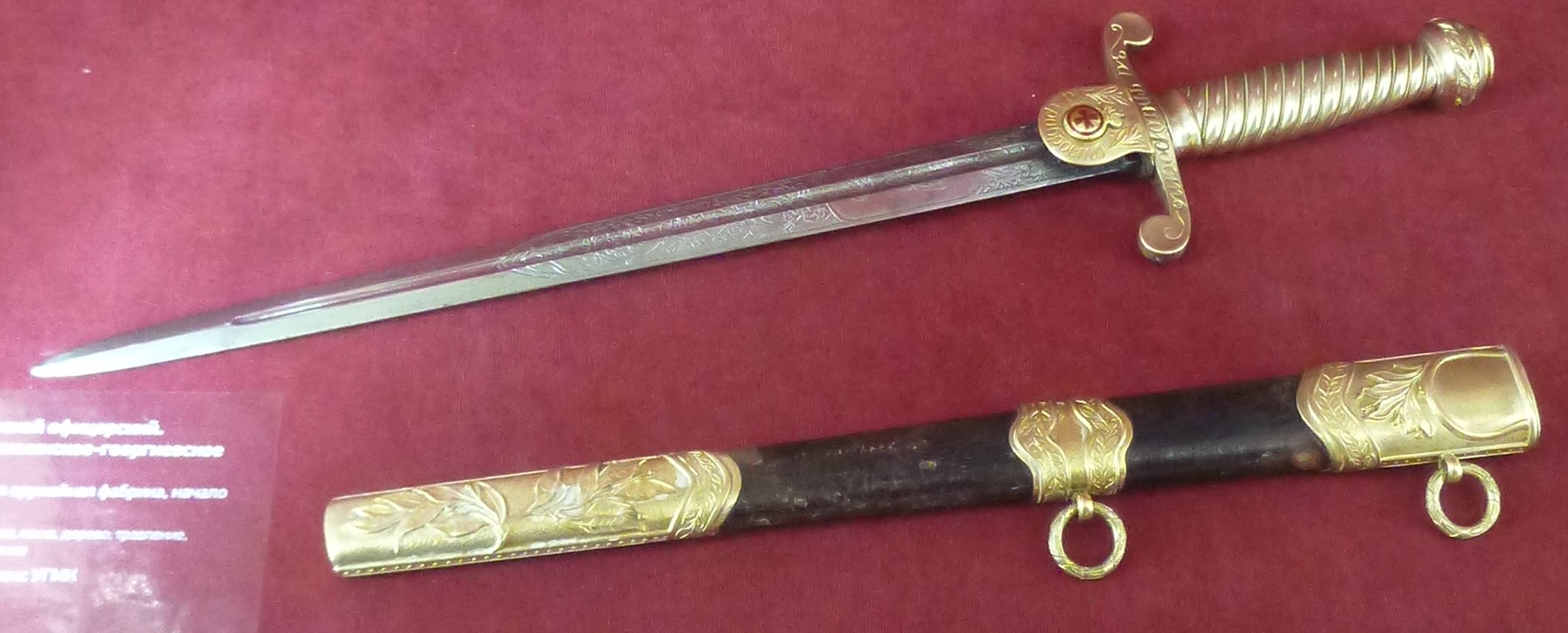
Аннинское оружие — офицерский кортик начала XX века со знаком ордена св. Анны 4-й степени на эфесе

Аннинское оружие (неофициальное название оружия с закрепленным знаком ордена Св. Анны 4-й степени) — табельное холодное оружие офицера или чиновника, награждённого орденом Св. Анны 4-й степени (шпага, сабля, кортик), с прикреплённым к его эфесу знаком ордена Св. Анны, темляком из Орденской ленты и, в случае награждения за военные подвиги, гравировкой «За храбрость».
В отличие от наградного Золотого оружия (см. Золотое оружие «За храбрость»), кавалеру Аннинского оружия выдавался лишь Знак ордена, который прикреплялся награждённым к эфесу табельного холодного оружия.
История Аннинского наградного оружия восходит к годам, когда будущий российский император Павел I награждал орденом Анны (тогда существовала единственная степень) своих приближённых без ведома матери, императрицы Екатерины II. Чтобы императрица не увидела знаков ордена, он велел сделать их маленькими и крепить на внутренней стороне эфеса шпаги. Исторический анекдот свидетельствует, что один из награждённых доложил Екатерине II о новом типе ордена, но она обратила всё в шутку и решила не замечать проделки сына.

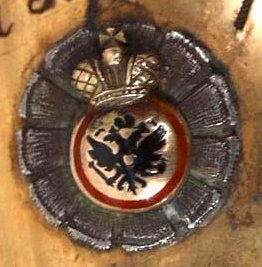
Знак ордена Святой Анны 4-й степени для офицеров не христианской веры на шашке 1841 года

После занятия российского престола Павел I сохранил знак на оружие как 3-ю степень государственного ордена Св. Анны. Выглядел он как маленький круглый медальончик с красным крестом внутри красного кольца. За 4 года своего царствования Павел пожаловал Аннинское оружие (или другими словами орден Св. Анны 3-й степени) 890 офицерам.
В 1815 году сын Павла I, Александр I, добавил ещё одну степень, сместив Аннинское оружие в 4-ю степень.
В статуте ордена Святой Анны 1829 года оговорено, что знак 4-й степени может носиться на любом типе офицерского холодного оружия. По этому статуту офицер мог разместить на эфесе Аннинского оружия надпись «За храбрость».
В период Крымской войны 1853—1856 годов вышел Указ от 19 марта 1855 года, по которому, для видимого отличия, кроме знака ордена 4-й степени на оружие крепился темляк по цвету Аннинской ленты.
В 1859 году вышло постановление, которым Аннинское оружие определялось как награда для обер-офицеров, то есть — от прапорщика до капитана включительно. Однако во время Первой мировой войны бывали случаи, когда за личную храбрость, оказанную в боевой обстановке, им награждали и генералов, в особенности если у награждаемого уже были все старшие по статусу ордена, а Аннинского оружия не было.
С 1913 года награждённые Георгиевским оружием с надписью «За храбрость» получили право прикреплять к нему, наряду с темляком по цвету Георгиевской ленты, маленький белый Георгиевский крестик. Кавалеру ордена Св. Анны 4-й степени, награждённому Георгиевским оружием, полагалось Аннинский красный крестик крепить на Георгиевском оружии.

## Комментарии
1. ↑  Де-юре это означало, что орден Святой Анны следовало считать приобрётшим статус ордена Российской империи с 7 ноября 1742 года. В соответствие с этим, например, в официальном издании 1830 года «Список кавалерам императорских российских орденов всех наименований за 1829. Часть III» были представлены награждения орденом Святой Анны, произведённые до 1797 года (см. Список кавалерам императорских российских орденов всех наименований за 1829. Часть III. — СПб.: при Императорской Академии Наук, 1830. — 702 с.).